# Georg Wilhelm Pabst
Georg Wilhelm Pabst, křtěný Vilhelm, ve filmovém průmyslu vystupující především jako G. W. Pabst (27. srpna 1885 Roudnice nad Labem – 29. květen 1967 Vídeň) byl rakouský filmový režisér českého původu. V moderní době je nejvíce ceněna jeho tvorba z 20. let 20. století, před nástupem zvukového filmu. Jeho bratranci z druhého kolene byli stavební podnikatel Václav M. Havel a filmový producent Miloš Havel (otcové Pabsta a Havlových byli bratranci).

## Život a dílo
Začínal jako herec. Nejprve ve Švýcarsku, od roku 1910 v německém divadle v New Yorku. Zde si také prvně vyzkoušel režii, prozatím divadelní.
Roku 1914 jel na návštěvu do Německa, ovšem když byl na území Francie, vypukla první světová válka a on byl jako příslušník nepřátelského národa internován.
Po konci války se již nevrátil do USA, ale zkusil štěstí ve Vídni, kde začínal zlatý věk avantgardního divadla. Působil jako režisér v avantgardním divadle Neue Wiener Buhne.
Brzy ho však uchvátil film. Roku 1921 založil s Carlem Froelichem filmovou společnost. Froelich byl ve dvojici nejprve umělecky dominantním - roku 1922 režíroval snímky Im Banne der Kralle (Ve spárech), Der Taugenichts (Darmošlap) a Luise Millerin. V prvním Pabst hrál, u druhých dvou byl asistentem režie a scenáristou.
Roku 1923 se prvně postavil Pabst za kameru jako režisér sám, natočil film Der Schatz (Poklad). Následovala řada dalších, roku 1925 například film Die freudlose Gasse (Ulička, kde není radosti), který popisoval rozklad společnosti v éře poválečné inflace, a kde hrála i Greta Garbo, budoucí hollywoodská hvězda. Roku 1927 pak Liebe der Jeanne Ney (Láska Jeanny Neyové), snímek s Brigittou Helmovou v hlavní roli, natočený podle románu Ilji Erenburga, který cenzura v Československu zakázala.
Roku 1930 natočil svůj první zvukový film, protiválečné drama Westfront 1918 (Na západní frontě 1918). K oceňovaným dílům patří Die Dreigroschenoper (Žebrácká opera) z roku 1931, v německé verzi hrál Mackieho Messera Rudolf Forster, ve francouzské Albert Préjean.
O rok později odjel do Francie. Zde natočil snímek Die Herrin von Atlantis (Vládkyně Atlantidy), opět s Brigittou Helmovou v hlavní roli. Roku 1933 ve francouzské produkci Dona Quijota s Fjodorem Šaljapinem v hlavní roli, a komedii De haut en bas (Shora dolů) s mladým Jeanem Gabinem.
Roku 1934 natáčel výjimečně v Hollywoodu, film Modern Hero (Moderní hrdina). Poté točil znovu ve Francii.
Když vypukla druhá světová válka, byl zrovna v Rakousku. Chtěl odjet do Spojených států, ale již to nebylo možné. Točil tedy na Německem ovládaných územích, což ho mimo jiné přivedlo do rodné vlasti - do Čech. V letech 1942-43 totiž točil v barrandovských ateliérech film o středověkém lékaři Paracelsus. Roku 1945 točil v Praze znovu, dobrodružný film Der Full Molander (Molanderův případ), který však již vzhledem k postupující frontě nedokončil.
Po válce se rozhodl zůstat v Rakousku. Natočil zde roku 1947 snímek Der Prozess (Proces), který obnažoval mechanismy antisemitismu. Poté se mu v Rakousku nedařilo dotáhnout do konce několik projektů a odjel proto do Itálie, kde se filmový průmysl začal slibně rozvíjet. Natočil zde film La voce del silenzio (Hlas mlčení), na námět Cesara Zavattiniho, a grotesku Cose da pazzi (Bláznivé historky).
Roku 1954 dostal šanci v západním Německu, kde natočil drama Das Bekenntnis der Ina Kahr (Přiznání Iny Kahrové), které pojednává o problematice trestu smrti. Chtěl v Německu natočit také drama o posledních dnech Adolfa Hitlera, ale podmínky nebyly příznivé. Snímek se nakonec podařilo realizovat v Rakousku, roku 1955 pod názvem Der letzte Akt (Poslední dějství). Hitlera hrál Albin Skoda. Ve stejném roce natočil v Německu film Es geschah am 20. Juli (Stalo se 20. července), o důstojnickém spiknutí proti Hitlerovi. Zajímavostí je, že scénář napsal Gustav Machatý.
Jeho posledními opusy byl příběh tanečnice postižené obrnou Rosen fur Bettina (Růže pro Bettinu) a roku 1956 životopisný film o skladateli Carlu Maria von Weberovi Durch die Walder, durch die Auen (Po lesích a lukách).